# Мафальда
Мафальда (итал. Mafalda) —  коммуна в Италии, располагается в регионе Молизе, в провинции Кампобассо.
Население составляет 1334 человека (2008 г.), плотность населения составляет 42 чел./км². Занимает площадь 32 км². Почтовый индекс — 86030. Телефонный код — 0875.
Покровителем коммуны почитается святой Валентин, празднование 17 сентября.

## Демография
Динамика населения:

## Администрация коммуны
- Официальный сайт: http://www.comune.mafalda.cb.it